# مانزانيلو
مانزانيلو (بالإنجليزية: Manzanillo, Cuba)‏ هي مدينة، تتبع غرانما، بلغ عدد سكانها 97999 نسمة، تبلغ مساحتها 498 كيلومتر مربع.

## أعلام
- أرلينيس سيرا
- لويس إي. أغيلار ليون
- لويس كوردا
- خوليو غوتيريز